# آلبر رونو

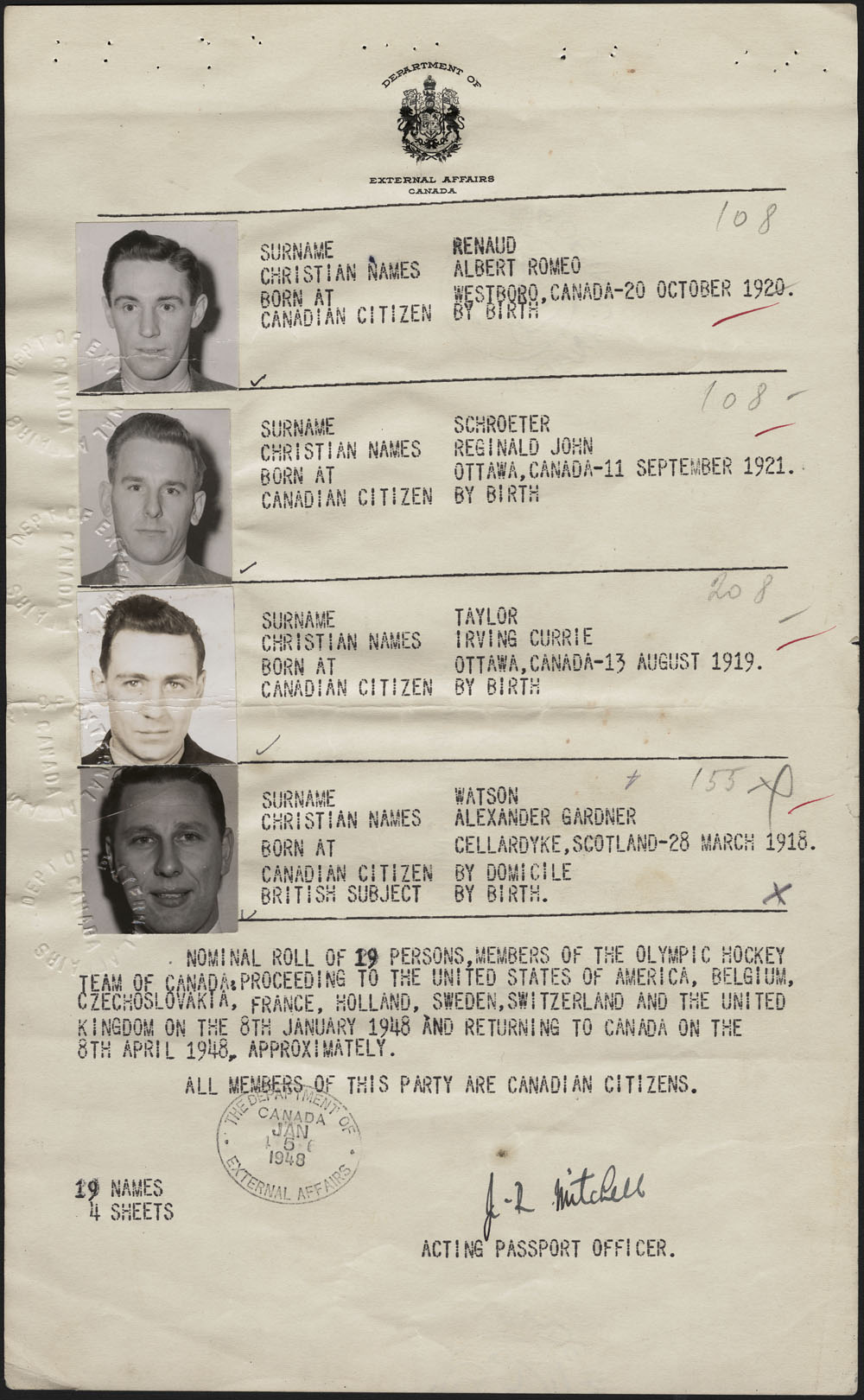
آلبر رونو - نفر اول لیست گذرنامه

آلبر رونو (فرانسوی: Albert Renaud‎; ۲ اکتبر ۱۹۲۰ – ۲۰ دسامبر ۲۰۱۲) بازیکن هاکی روی یخ اهل کانادا بود.